# Hortipes libidinosus
Hortipes libidinosus är en spindelart som beskrevs av Jan Bosselaers och Rudy Jocqué 2000. Hortipes libidinosus ingår i släktet Hortipes och familjen flinkspindlar.
Artens utbredningsområde är Tanzania. Inga underarter finns listade i Catalogue of Life.